# Sparaxis
Sparaxis é um gênero da família Iridaceae.

## Espécies
- Sparaxis auriculata Goldblatt & J.C.Manning
- Sparaxis bulbifera (L.) Ker Gawl.
- Sparaxis caryophyllacea Goldblatt
- Sparaxis elegans (Sweet) Goldblatt
- Sparaxis fragrans (Jacq.) Ker Gawl.
- Sparaxis galeata Ker Gawl.
- Sparaxis grandiflora (D.Delaroche) Ker Gawl.
  - Sparaxis grandiflora subsp. acutiloba Goldblatt
  - Sparaxis grandiflora subsp. fimbriata (Lam.) Goldblatt
  - Sparaxis grandiflora subsp. grandiflora.
  - Sparaxis grandiflora subsp. violacea (Eckl.) Goldblatt
- Sparaxis maculosa Goldblatt
- Sparaxis metelerkampiae (L.Bolus) Goldblatt & J.C.Manning
- Sparaxis parviflora (G.J.Lewis) Goldblatt
- Sparaxis pillansii L.Bolus
- Sparaxis roxburghii (Baker) Goldblatt
- Sparaxis tricolor (Schneev.) Ker Gawl.
- Sparaxis variegata (Sweet) Goldblatt
- Sparaxis villosa (Burm.f.) Goldblatt